# Stefan Schnorr
Stefan Schnorr (* 15. Dezember 1962 in Waldbröl) ist ein deutscher Verwaltungsjurist. Er ist seit 2021 Staatssekretär im Bundesministerium für Verkehr.

## Leben

### Ausbildung
Stefan Schnorr legte das Abitur 1982 in Lüdenscheid ab und leistete anschließend Wehrdienst in Essen und Husum. Danach begann er 1984 ein Studium der Rechtswissenschaften an der Universität Trier. Das Rechtsreferendariat absolvierte er ab 1989 im Bezirk des Oberlandesgerichtes Koblenz.

### Laufbahn
Schnorr begann seine berufliche Laufbahn 1992 als Richter am Verwaltungsgericht Trier. Im Rahmen einer Abordnung wechselte er 1994 als Leiter der Pressestelle und der Öffentlichkeitsarbeit in das Ministerium der Justiz des Landes Rheinland-Pfalz in Mainz. Danach übernahm er 2001 die Leitung des Justizreferats und 2006 stellvertretende Leitung der Abteilung Bundesangelegenheiten in der Vertretung des Landes Rheinland-Pfalz beim Bund und der Europäischen Union in Berlin. Anschließend wurde er 2009 Dienststellenleiter der Vertretung des Landes Niedersachsen beim Bund in Berlin.
Im März 2010 wechselte er als Leiter der Unterabteilung „Informationsgesellschaft, Medien“ in das Bundesministerium für Wirtschaft und Technologie, wo er danach vom 1. Januar 2011 bis zum 31. Mai 2011 kurzzeitig die Leitung der der Unterabteilung „Haushalt, Personal, Organisation, Informationstechnik (CIO)“ übernahm und zudem die Funktion des Beauftragten für IT des gesamten Ressorts (Ressort-CIO) wahrnahm. Im selben Bundesministerium wurde er 2011 Chef der „Leitungs- und Planungsabteilung“ und stieg 2013 zum Leiter der Abteilung „IT-, Kommunikations- und Postpolitik“ auf. Im Anschluss leitete er im Bundesministerium für Wirtschaft und Energie ab 2014 die Unterabteilung „Handwerk, Gewerberecht und -förderung, Bildungspolitik, Freie Berufe“ und ab April 2015 die Abteilung „Digital- und Innovationspolitik“.
Im Dezember 2021 wurde er unter Bundesminister Volker Wissing (damals FDP) zum Staatssekretär im Bundesministerium für Digitales und Verkehr ernannt. Unter Bundesminister Patrick Schnieder (CDU) blieb er im Bundesministerium für Verkehr im Amt.
Zusätzlich ist er Aufsichtsratsvorsitzender der Autobahn GmbH des Bundes.